# Kazuki Nagasawa
Kazuki Nagasawa (jap. 長澤和輝 Nagasawa Kazuki; ur. 16 grudnia 1991) – japoński piłkarz występujący na pozycji pomocnika.

## Kariera piłkarska
Od 2013 roku występował w Yokohama F. Marinos, Köln, JEF United Chiba i Urawa Reds.